# Familienfieber
Familienfieber ist eine deutsche Tragikomödie aus dem Independent- bzw. Berlin-Mumblecore-Bereich von Regisseur Nico Sommer.

## Handlung
Maja und Uwe Roth stecken in ihrer fast 20-jährigen Ehe fest. Der trostlose Alltag dominiert das Leben und die miese Stimmung von Papa Uwe, der sich als Plakatekleber durchschlägt. Alina, Tochter von Maja und Uwe hingegen ruft im Rahmen ihrer neuentdeckten Liebe Nico zum Familientreffen mit Nicos Eltern im Brandenburgischen Umland auf. Schlecht vorbereitet fahren die Roths zu einem ihnen unbekannten Ort in Brandenburg. Doch als beide Ehepaare samt Kindern aufeinandertreffen platzt schon bald eine böse Überraschung. Denn Maja hat ein Verhältnis mit Nicos Vater, was sie nicht wusste. Als die Situation zu kippen scheint, diskutiert Alina mit Nico über den Umgang der Schwangerschaft von Alina, von der die Eltern noch nichts wissen dürfen. Nach einer weiteren Nacht auf dem Schlossgrundstück kommt Uwe die Idee, mit einer Videokamera ein Therapiegespräch zu beginnen, um die schlechte Stimmung zu lockern. Als die vier Erwachsenen sich gegenseitig unter die Lupe genommen haben, erreichen die Kinder wieder das Schloss und eröffnen ihren Eltern, dass Alina schwanger ist.

## Rezeption
Der Regisseur setzt sich nach seinem hochgelobten Spielfilmdebüt Silvi erneut mit der Generation 40+ auseinander. Erneut kontrastiert Sommer mit seinen schon fast obligatorischen Intervieweinstellungen die tragikomisch handelnden Hauptfiguren. Im Rahmen des Festival des deutschen Films in Ludwigshafen wird der Film sehr positiv aufgenommen. Regisseur Nico Sommer ist damit eine locker-leichte Sommerkomödie gelungen. Der Film wird als ungeheuer dicht, echt und charmant beschrieben. Nico Sommers Inszenierung wird als natürlich, sensibel und ungekünstelt, sowie herausragend beurteilt.

## Hintergrund
Die Tragikomödie wurde mit geringem Budget in nur sieben Drehtagen abgedreht und hatte nur zwei Monate Vorbereitungszeit. Zur Grundlage beim Drehen dienten lediglich vier A4-Seiten mit der Storyline, die Inhalte möglicher Szenen festlegte. Die gesprochenen Dialoge wurden dabei von den Hauptdarstellern Kathrin Waligura, Peter Trabner, Deborah Kaufmann, Jörg Witte sowie Anais Urban und Jan Amazigh Sid vollständig improvisiert. Im Abspann des Films ist außerdem noch Produzent und Regisseur Nico Sommer als Autor genannt. Während der Dreharbeiten wurde das Drehteam klein gehalten um flexibel auf die Kreativität der Schauspieler am Set reagieren zu können und die Szenen authentisch werden zu lassen. Gedreht wurde der Film auf der RED Scarlet mit einer einzigen Brennweite. Familienfieber ist bereits der zweite Kinofilm der Produktionsfirma süsssauer Filmproduktion, die von Nico Sommer 2003 gegründet wurde.
Drehorte waren u. a. Berlin-Marzahn, Umfeld des Bahnhof Berlin Zoologischer Garten, Landstraßen südlich von Berlin sowie ein Schloss im Ort Stülpe.

## Auszeichnungen
- 2014 wurde Familienfieber auf dem Filmfestival Max Ophüls Preis mit dem Preis der Saarländischen Ministerpräsidentin ausgezeichnet.[8]
- 2014 wurde Familienfieber beim Achtung Berlin Filmfestival mit dem New Berlin Film Award 2014 für die Beste Regie ausgezeichnet.[9]